# Словарь вариантов немецкого языка
Слова́рь вариа́нтов неме́цкого языка́ (нем. Variantenwörterbuch des Deutschen) — словарь, созданный в 2004 году при участии Ульриха Аммона. Первое издание словаря описывает географические варианты стандартного немецкого языка, затрагивая тему диалектов и обиходно-разговорного языка лишь в тех случаях, когда их характерные лексические особенности пересекаются с особенностями национальных вариантов. Издание 2004 года насчитывало 12 тысяч слов и оборотов.
Словарь описывает немецкий язык как плюрицентрический и сравнивает языки каждой из немецкоязычных стран между собой, как официальные на территориях соответствующих государств. Среди таких государств словарь рассматривает: Германию, Австрию, Швейцарию, Люксембург и Лихтенштейн, а также немецкоязычные области Бельгии и Южный Тироль. Во втором издании предполагается включение лексики из намибийского варианта, подверженного влиянию языка африкаанс.
При составлении словаря принимались во внимание следующие критерии. Во-первых, лексика, принятая в словарь, должна присутствовать не во всех вариантах либо в каждом конкретном варианте она должна иметь отличные особенности использования, различные значения и сферы применения в обществе. Во-вторых, обязательному учёту подлежат специфические для каждого варианта сокращения, имена и обороты речи, исключая диалектизмы, разговорные формы и устаревшие слова и выражения.